# Slowakische Badminton-Mannschaftsmeisterschaft 2014
Die Slowakische Badminton-Mannschaftsmeisterschaft 2014 war die 21. Auflage der Teamtitelkämpfe in der Slowakei. Meister wurde Betpres Košice.

## Endstand
| Platz | Team                 | G U V  | Spielpunkte | Punkte |
| ----- | -------------------- | ------ | ----------- | ------ |
| 1.    | Betpres Košice       | 9 0 1  | 59:21       | 18     |
| 2.    | Spoje Bratislava     | 8 1 1  | 58:22       | 17     |
| 3.    | TJ Lokomotíva Košice | 5 2 3  | 41:39       | 12     |
| 4.    | M-Šport Trenčín      | 3 1 6  | 35:45       | 7      |
|       |                      |        |             |        |
| 5.    | CEVA Trenčín         | 5 0 5  | 35:45       | 10     |
| 6.    | KPŠ Košice           | 4 1 5  | 40:40       | 9      |
| 7.    | PBA IKARO Prešov     | 3 1 6  | 39:41       | 7      |
| 8.    | BK MI Trenčín        | 0 0 10 | 13:67       | 0      |